# Галеотти, Винченцо
Винченцо Галеотти (при рождении Томазелли, итал. Vincenzo Galeotti (Tomasselli); 5 марта 1733, Флоренция — 16 декабря 1816, Копенгаген) — артист балета, педагог и балетмейстер. Начиная с 1775 года и до самой смерти — руководитель балетной труппы Королевского театра (Дания), родоначальник датского балета, повлиявший на его самоопределение.

## Биография
Винченцо Томазелли родился во Флоренции в 1733 году. Студент-медик, он увлёкся театром и бросил науку ради хореографии, став учеником Гаспаро Анджолини, который был всего двумя годами старше его:237. В 1759 году, взяв себе псевдоним Галеотти, он вступил в труппу Джузеппе Форти, выступавшей на сцене венецианского театра Сан-Моизе. В 1761 году он был приглашён в кордебалет театра Сан-Бенедетто, где работал под руководством балетмейстера Пьера Гранже.
В 1763 году Винченцо женился на балерине Антонии Гуиди, которая также была ученицей Анджолини, и в Штутгарте, где она танцевала за год до этого — балетмейстера Ж.-Ж. Новерра. В 1765 году, возглавив балетную труппу театра Сан-Бенедетто, состоявшую из солистки — его супруги Антонии, двух солистов, и шестнадцати кордебалетных танцовщиков, он впервые попробовал свои силы в качестве постановщика:238.
В следующем сезоне Галеотти работал в театре Сан-Лука, где, согласно традициям того времени, ставил балетные дивертисменты в операх, затем, в 1766—67 годах — в Королевском театре Турина. На следующие два сезона супруги Галеотти вновь вернулись в Венецию, в театр Сан-Бенедетто, а сезон 1769—1770 года провели в Лондоне, где балетмейстер ставил танцы для оперы К. В. Глюка «Орфей и Эвридика» в Королевском театре Хеймаркет. В 1771 году Антония танцевала в театре Ла Скала, где главным балетмейстером тогда был Ж.-Ж. Новерр и возможно, что Винченцо также танцевал в его балетах. Сезон 1772—1773 годов супруги вновь провели в Венеции, в театре Сан-Моизе, тогда как неподалёку, в театре Сан-Бенедетто, в это время активно работал их учитель Гаспаро Анджолини — в этот период Галеотти полностью следовал его принципам, и в теоретическом споре Новерра с Анджолини занял сторону последнего:238. С осени 1773 года Галеотти работал в Генуе до тех пор, пока в 1775 году не был приглашён в Копенгаген чтобы заменить другого итальянца, Антонио Сакко, на посту первого балетмейстера Королевского театра Дании. Антония присоединилась к мужу год спустя: в течение двух сезонов она солировала в его балетах, а затем оставила сцену и занялась преподавательской деятельностью.

### Работа в Копенгагене
Первой постановкой Галеотти на датской сцене стал перенос собственного балета «Охота Генриха IV» (премьера состоялась 20 октября 1775 года). В своих работах он поначалу находился под сильным влиянием Анджолини, воспроизводя целые сцены из спектаклей учителя и пользуясь его сценариями и музыкой, однако постепенно его постановки «стали более независимыми по стилю, ибо ещё отчётливее применяли принцип драматической пантомимы»:238.
Работы Галеотти пришлись по нраву датскому зрителю: в 1778 году критик и драматург Розенстанд-Гойске писал о «драматичной и живописной композиции» его балетов, приветствовал «умение и вкус хореографа в расположении групп, его способность перелагать в танцы сложные сюжеты», приписывая заслуги хореографа восприятию эстетической идеи Новерра:238. Коллеги балетмейстера также высоко ценили его талант: Антуан Бурнонвиль, танцевавший главные партии во многих его балетах, в своих записках отмечал, что в «Семирамиде» есть «сцены, производящие великолепное впечатление», балет «Diable à quatre» «необычайно забавен» и упоминал то «восхитительную композицию», то «блестяще скомпонованный русский pas de deux»:42.
Балетмейстер работал в тесном союзе с датскими композиторами, в первую очередь, с Клаусом Шаллом — совместно ими были созданы 17 спектаклей, «благодаря им обоим создались великие музыкальные и хореографические традиции, продолженные Бурнонвилем и его музыкальными сотрудниками»:210.
В 1781 году чета Галеотти получила датское подданство, а самому Винченцо было пожаловано пожизненное директорство. В 1786 году балетмейстер поставил одноактный комедийный балет на музыку Нильса Лолле «Причуды Купидона и Балетмейстера», который выдержал более 500 представлений и сохранился в репертуаре Датского королевского балета до наших дней, являясь старейшим в мире сохранившимся произведением классической хореографии.
В 1801 году состоялась премьера одного из наиболее значительных произведений Галеотти — синтетического балета с ариями и хорами «Лагерта» на музыку Клауса Шалла и по сценарию Кристена Прама, в основе которого лежал сюжет старинной скандинавской саги. Главную партию в спектакле исполнила ученица балетмейстера Мария Кристина Бьорн, в роли её возлюбленного, Рагнара Лодброга, выступил Бурнонвиль-отец. «Лагерта», будучи одним из редких примеров спектаклей на национальную тематику той эпохи, стала первым датским балетом на национальную тему и имела бурный успех. Галеотти удостоился всеобщих похвал, а его произведение, предвосхитившее главные мотивы нордического романтизма:52, на много лет заняло почётное место на датской сцене:280. Бурнонвиль-сын, ребёнком дебютировавший в этом балете, отмечал в своих «Воспоминаниях», что «…самое замечательное в карьере Галеотти то, что он только после 26-летней деятельности [в Копенгагене] и на 67-м году от роду достиг высшего предела как балетный композитор, причём именно в том самом трагическом стиле, каким были отмечены первые его выступления»:44.
В 1802 году балетмейстер сочинил трагикомический балет «Нина, или Сумасшедшая от любви», однако, отталкиваясь от популярной оперы композитора Далейрака (1786), ему не удался балетный вариант сюжета, требующего психологической разработки характеров. В 20-е годы, будучи в Париже, и видя там одноимённый балет Милона 1813 года, Бурнонвиль невольно сравнивал его со спектаклем Галеотти не в пользу последнего, утверждая, что его произведение «так же стереотипно и примитивно, как и зрелище в Театре пантомимы в Тиволи».
В 1808 году Галеотти представил публике балет «Рольф Синяя Борода» в стиле готического «романа ужасов»:243, в котором, по свидетельству Бурнонвиля, мимическая обработка французской оперетки настолько сгущала мрачные краски мелодрамы, что у многих зрителей делались нервные припадки:280.
В 1811 году Галеотти впервые познакомил датскую публику с трагедией Шекспира «Ромео и Джульетта», осуществив спектакль в стиле «пантомимной оперы» с ариями, хорами и счастливой развязкой. Роль Ромео исполнил Антуан Бурнонвиль, а сам 78-летний балетмейстер вышел на сцену в роли патера Лоренцо. «Эта последняя роль исполнялась с чисто апостольской торжественностью до тех пор, пока артист в награду за свои бесспорные заслуги не был пожалован рыцарским крестом Даннеброга. С этого момента появление на сцене было признано несовместимым с его высоким отличием»:281. В этом балете…

…были сцены захватывающего интереса и положения, разработанные рукою мастера. Пантомима итальянского покроя пользуется особыми вспомогательными средствами, частью состоящими из целого словаря условных жестов, заимствованных из народной жизни, из жизни римлян и неаполитанцев, частью ради большей ясности из знамён и транспарантов, которые, подобно ниневийским огненным письменам, предвещают роковые события. В применении этих средств Галеотти обладал умением и опытом, как немногие, и его публика, в течение двух поколений приученная понимать их, следила за развитием действия с доверчивым, даже благоговейным вниманием. Поэтому неудивительно, что писатели и художники наперерыв старались выразить престарелому артисту своё безусловное признание.— Август Бурнонвиль:281.
Годы спустя Бурнонвиль-младший, встретив в обществе актрису Анну Нильсен, сразу же спросил её, помнит ли она самый замечательный балет Галеотти — «Ромео и Джульетта» — и не захочет ли она станцевать его вместе с ним. У неё была замечательная память, и они сыграли несколько лучших трагических сцен совершенно правильно и вполне серьёзно, но традиционные, постоянно повторяющиеся семенящие шажки и каноническое повторение каждого движения, каждого выражения три раза производили такое комическое впечатление, что все присутствующие хохотали:52.
Последним произведением балетмейстера стал балет «Макбет» (1816). Идея спектакля пришла к Галеотти задолго до премьеры: 

Незабываемым вечером лет пять тому назад старик увёл меня из зрительного зала в комнату дирекции и стал рассказывать о плане балета «Макберт», рисуя передо мной сцену за сценой с таким вдохновением, такой силой, таким огнём, каких я никогда не наблюдал ни в одном выступлении его — ни на сцене, ни вне её. Его удивительное красноречие, только ему одному присущий язык, магический язык жестов и движений, произвели на меня неизгладимое впечатление.— Август Бурнонвиль. Dansk Minerva, 1817:60.
 Публике, уже увлечённой модным жанром мелодрамы, балет показался растянутым и скучным, тем не менее зрители «всё-таки восхищались редкостной творческой силой 82-летнего балетмейстера, решившего не сдаваться до конца своих дней»:245.
Балетмейстер скончался в 1816 году. Похоронен на кладбище Ассистенс в Копенгагене. Лучшие его произведения ещё несколько десятилетий сохранялись в репертуаре театра, но затем, в эпоху расцвета романтического балета и в разгар деятельности Бурнонвиля, постепенно сошли на нет. Дочь Бурнонвиля Шарлотта свидетельствовала, что хотя её отец был того мнения, что творения Галеотти «в их прежнем виде несовременны», «он не считал себя вправе их модернизировать»:52-53.

## Постановки
Галеотти — автор свыше 50 балетов, показаных при его жизни более 2200 раз. За 40 лет работы в Копенгагене он создал обширный репертуар, включавший в себя жанровые комедии, танцевальные драмы, балеты как на экзотические, так и на датские бытовые темы, а также всевозможные дивертисменты. Представив в Скандинавии принципы хореодрамы и зачастую используя для своих спектаклей адаптированные сюжеты французских оперных трагедий, Галеотти в своём творчестве двигался от законов классицизма в сторону сентиментальной мелодрамы, тем самым открыв путь для возникновения романтического балета. Бурнонвиль характеризовал Галеотти как преемника Анджолини и сравнивал его с другим выдающимся деятелем хореодрамы, Сальваторе Вигано:53.
Театр Сан-Лука, Венеция
- ок. 1766 — «Фурии и гении, превращённые в счастливых любовников» (дивертисмент к опере Т. Траетта «Армида»)

Театр Реджио, Турин
- 1766[6] или 1767 — «Каменный гость» на музыку Мессье (G. A. Le Messier)[* 7], «Амур и Психея» (дивертисменты к опере Фердинандо Бертони «Танкред»)

Королевский театр, Хеймаркет, Лондон
- 1770 — дивертисмент к опере Глюка «Орфей и Эвридика»

Театр Сан-Моизе, Венеция
- 1772—1773 — «Знамя», «Ярмарка»

Театр Генуи
- 1773—1775 — «Сладостная месть», «Охота Генриха IV»[* 8]

Королевский театр, Копенгаген
- 20 октября 1775 года — «Король на охоте»
- 1775 — «Крестьяне и господа»*
- 1777 — «Покинутая Дидона»[* 9] (Дидона — Анине Фрёлих[англ.])
- 1778 — «Искусство, покорённое любовью»[* 10]
- 1780 — «Каменный гость», «Китайский сирота» на музыку К. В. Глюка, «Сила любви и подозрения»*
- 1782 — «Герман и Доломон»*
- 1784 — «Наказанное невежество», «Амур и Психея»*
- 31 октября 1786 — «Причуды Купидона и Балетмейстера» на музыку Нильса Лолле
- 1787 — «Прачка и медник», «Семирамида» на музыку Ионаннеса Дарба
- 1788 — «Цейлонский идол», «Вербовщик»
- 30 января 1801 — «Лагерта»*
- 1802 — «Нина, или Сумасшедшая от любви»*[* 11]
- 1808 — «Рольф Синяя Борода»* [* 12]
- 1811 — «Ромео и Джульетта»*
- 1816 — «Макбет»* [* 13]
- ? — «Своенравная жена»

(*) — балеты на музыку Клауса Шалла

## Педагогическая деятельность
Галеотти последовательно работал над обучением датских детей балетной технике. За годы работы в Копенгагене он воспитал целую плеяду местных танцовщиков, создав национальный ансамбль, состоявший главным образом из молодёжи:40. Среди его учеников — балерины Мария Кристина Бьорн, Анна Маргарета Шалль, Марианна Йенсен (Marianne Jensen). Август Бурнонвиль, хотя ему и было всего 11 лет на момент смерти балетмейстера, также числится среди его учеников. От Бурнонвиля и других свидетелей известно, что Галеотти, как и другие педагоги того времени, не жалел ни детей, ни взрослых танцоров во время уроков и репетиций: «крики и брань, подчас даже тычки и щипки казались необходимым ингредиентом как во время школьных упражнений, так и при разучивании балетов. Но это не мешало мне видеть целый новый круг фантастических образов, развёртывавшихся перед моим восхищённым взором, особенно на репетициях больших трагических балетов Галеотти»:53.

## Награды
В 1812 году Галеотти был пожалован Орден Даннеброга, в 1814 году ему было присвоено почётное звание профессора.